# マーカス・キーフ
マーカス・キーフ（Marcus Keef、1947年2月 - ）、本名キース・スチュアート・マクミラン（Keith Stuart Macmillan）は、イングランドの写真家、グラフィックデザイナー、映像ディレクター。
1970年代、ヒプノシスやロジャー・ディーンと並び、印象的なカバーアートを手掛けたデザイナーの一人。後年は映像の分野に転向している。

## 概要・略歴

### 写真家時代（1960年代末 - 1970年代中半）
写真家として活動を始め、1969年、にフィリップス・レコードが立ち上げた新興のサブレーベル「ヴァーティゴ」より、コロシアムのアルバム『ヴァレンタイン組曲』からカバーアートの提供を開始する。
1960年代後半のアルバムアートは、サイケデリック・ミュージックに影響された幻覚的デザインが流行していたのもあり、キーフが表現した退廃（荒廃）とも陰鬱ともとれる神秘的フォトグラフは一線を画していた。そのため商業的な判断で差し替えや逆に新採用されたケースがあり、USA盤（マーキュリー・レコード）とUK盤の一部で差異が生じている（デヴィッド・ボウイ『世界を売った男』、ロッド・スチュワート『ロッド・スチュワート・アルバム』『ガソリン・アレイ』など）。
その他にヴァーティゴ傘下の「ネペンサ」や、RCAレコード傘下「ネオン」といった異色のレーベルも担当したため、プログレッシヴ・ロック系やマイナーアーティストの作品が多かった。本人は、使用された素材はノンクレジットも含めると「1000枚以上は手掛けた」と答えている。

### 映像作家時代（1978年以降）
1978年、ケイト・ブッシュのデビュー曲『嵐が丘』のビデオ・クリップを依頼されたことが転機となり、映像ディレクターに転向。同年5月に映像製作会社「KEEF AND COMPANY（Keefco）」を設立し、ポール・マッカートニー、ブロンディ、モーターヘッド、バナナラマ、パット・ベネター、カルチャー・クラブ等のミュージックビデオを手掛けている。
1980年代以降はテレビ業界にも進出し、英TVチャンネル「The Chart Show」など幾つかの放送媒体を開始。2002年には、ケーブルテレビ・衛星放送会社「CSCメディアグループ」（後にソニー・ピクチャーズ テレビジョン傘下）を共同で設立し会長（チェアマン）を務めた。その他複数の事業を興しており、それぞれでディレクターを務めている。

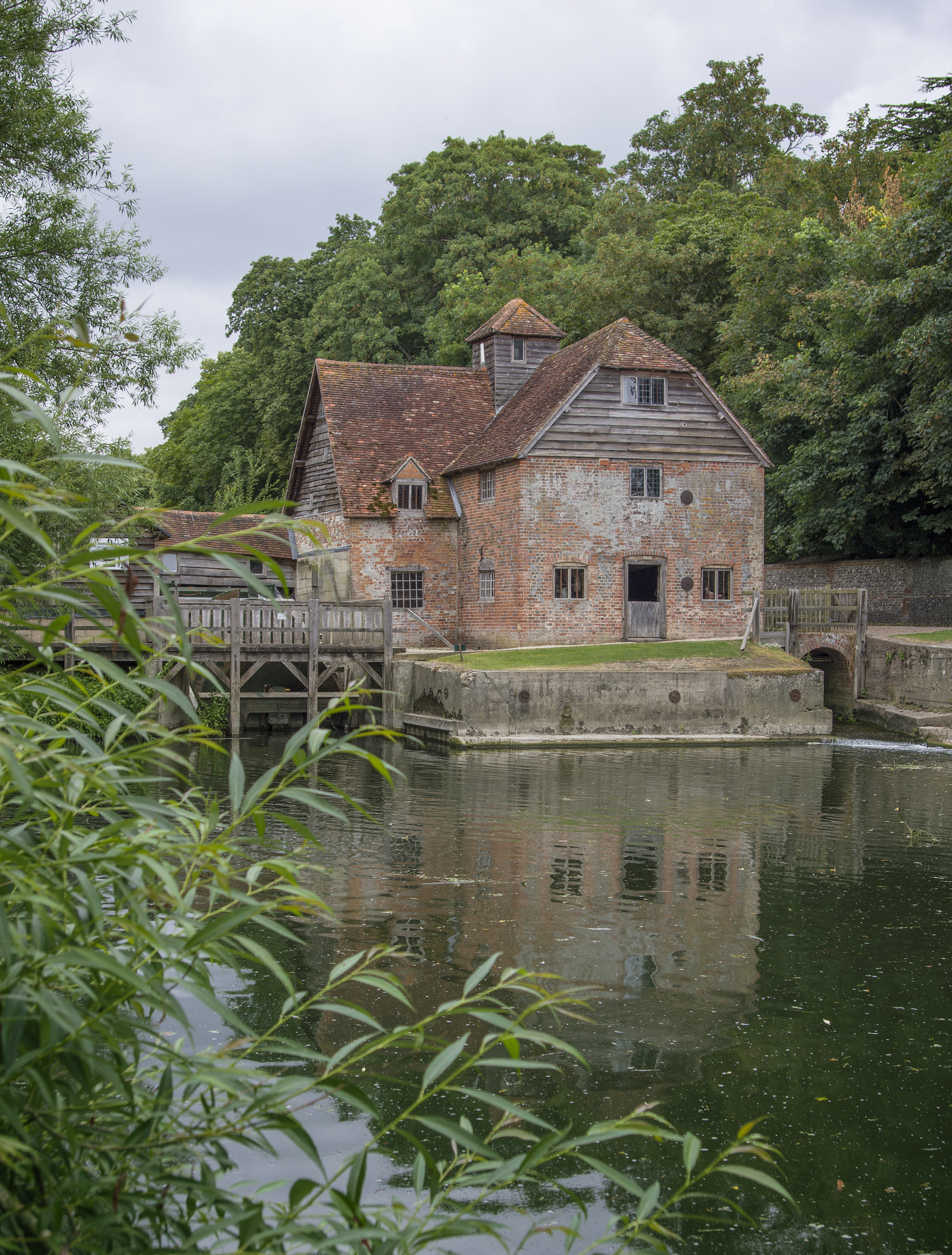
ブラック・サバス『黒い安息日』の撮影場所:英オックスフォードシャー州メープルダーラム村の水車小屋

2020年2月には、自身の評価を高めたブラック・サバスのデビュー・アルバム『黒い安息日』発売50周年を記念して、カバーアートのモデルとなったルイーザ・リヴィングストンと共に回想コメントを寄せている。

## スタイル
作風は主に神秘・退廃・陰鬱などを含んだシュールな写真であり、以下の様な特徴が挙げられる。
- 奇妙な構図（番傘をさして佇む女性、一面の人形の首、メリーゴーラウンドの廃墟 など）
- 赤外線フィルムにネガポジ反転を応用し、不気味さが増した赤外線写真をカラー化
- フォーカスをかけた朝もやの様なもの
- 減色させた粗い画素

## 作品

### カバーアート
※五十音順
- アフィニティー (Affinity) / 『Affinity - アフィニティー』 (1970年) ※番傘をさして佇む女性
- アル・スチュアート (Al Stewart) / 『Orange』 (1972年)
- インディアン・サマー (Indian Summer) / 『Indian Summer - インディアン・サマー』 (1971年) ※荒野の中のサボテンとコヨーテ
- ウィル・マローン (Wil Malone) / 『Wil Malone』 (1970年)
- ウォーホース (Warhorse) / 『Warhorse』 (1970年)
- ガソリン・バンド (The Gasoline Band) / 『The Gasoline Band』 (1972年)
- クリス・マクレガーズ・ブラザーフッド・オブ・ブレス (Chris McGregor's Brotherhood Of Breath) / 『Chris McGregor's Brotherhood Of Breath - クリス・マクレガーズ・ブラザーフッド・オブ・ブレス』 (1971年)
- グリーンスレイド (Gleenslade) / 『Spyglass Guest』 (1974年)
- クレシダ (Cressida) / 『Asylum - アサイラム』 (1971年) ※「一面の生首」はこの作品である。
- コロシアム (Colosseum) / 『Valentyne Suite - ヴァレンタイン組曲』 (1969年)
- コロシアム / 『Colosseum Live - ライヴ』 (1971年)
- ザイオール (Zior) / 『Zior』 (1971年)
- サンディ・デニー (Sandy Denny) / 『The North Star Grassman and the Ravens - 海と私のねじれたキャンドル』 (1971年)
- JSDバンド (JSD Band) / 『Travelling Days』 (1973年)
- シェイプ・オブ・レイン (Shape Of The Rain) / 『Riley Riley Wood And Waggett』 (1971年)
- ジグソー (Jigsaw) / 『Letherslade Farm』 (1970年)
- ジミー・キャンベル (Jimmy Campbell) / 『Half Baked』 (1970年)
- ジミー・キャンベル / 『Jimmy Campbell's Album』 (1972年)
- ジョン・スティーヴンス・アウェイ (John Stevens' Away) / 『John Stevens' Away』 (1975年)
- ステイタス・クォー (Status Quo) / 『On The Level - オン・ザ・レベル』 (1975年)
- ステイタス・クォー / 『Blue for You - ブルー・フォー・ユー』 (1976年)
- ストーンハウス (Stonehouse) / 『Stonehouse Creek』 (1971年)
- スプリング (Spring) / 『Spring』 (1971年)
- ダンドー・シャフト (Dando Shaft) / 『Dando Shaft』 (1971年)
- デヴィッド・ボウイ (David Bowie) / 『The Man Who Sold The World - 世界を売った男』 (UK盤1971年)
- デザイン (Design) / 『Day Of The Fox』 (1973年) ※photography by keef
- デザイン / 『In Flight』 (1974年)
- トロッグス (Troggs) / 『The Trogg Tapes』 (1976年)
- トントン・マクート (Tonton Macoute) / 『Tonton Macoute』 (1971年)
- ニュークリアス (Nucleus) / 『Under The Sun』 (1974年)
- ニルヴァーナ (Nirvana) / 『Local Anaesthetic - 局部麻酔』 (1971年)
- ハーヴィー・アンドリュース (Harvey Andrews) / 『Writer Of Songs』 (1972年)
- ハングリー・ウルフ (Hungry Wolf) / 『Hungry Wolf』 (1970年)
- ハンニバル (Hannibal) / 『Hannibal』  (1970年)
- バート・ウィードン (Bert Weedon) / 『Rockin' At The Roundhouse』 (1970年)
- フェア・ウェザー (Fair Weather) / 『Beginning From An End』 (1971年)
- フェアフィールド・パーラー (Fairfield Parlour) / 『From Home to Home』 (1970年)
- ブラック・サバス (Black Sabbath) / 『Black Sabbath - 黒い安息日』 (1970年) ※ブラック・サバスの恐怖感を煽るサウンドを的確に具現化したとして、高く評価されている。
- ブラック・サバス / 『Paranoid - パラノイド』 (1970年)
- ブルー・ミンク (Blue Mink) / 『Our World』 (UK盤1970年)
- フレッシュ・マゴット (Fresh Maggots) / 『Fresh Maggots』 (1971年)
- ヘヴン (Heaven) / 『Brass Rock 1』 (1971年)
- ベガーズ・オペラ (Beggars Opera) / 『Act One』 (1970年)
- ポール・ジョゼズ (Paul Joses) / 『Lonely Man』 (1975年)
- マイク・クーパー (Mike Cooper) / 『Life And Death In Paradise』 (1974年)
- マンディー・モア (Mandy More) / 『But That Is Me'』 (1972年)
- マンディンゴ (Mandingo) / 『Savage Rite』 (1977年)
- マンフレッド・マン・チャプター・スリー (Manfred Mann Chapter Three) / 『Volume Two』 (1970年) - 一面の人形の首
- マンフレッド・マン・チャプター・スリー / 『Dama Viajera』 (1stアルバムを改題したアルゼンチン盤、1971年)
- リック・コルベック・カルテット (The Ric Colbeck Quartet) / 『The Sun Is Coming Up』 (1970年)
- ルー・レイズナー (Lou Reizner) / 『Lou Reizner』 (1970年)
- レジェンド (Legend) / 『Moonshine』 (1972年) ※人ごみの中に狼男
- ロウ・マテリアル (Raw Material) / 『Time Is ...』 (1971年) ※爆発する砂時計のジャケット。キーフの作品の中で特に有名である。
- ロッド・スチュワート (Rod Stewart) / 『An Old Raincoat Won't Ever Let You Down - ロッド・スチュワート・アルバム』 (UK盤、1970年)
- ロッド・スチュワート / 『Gasoline Alley - ガソリン・アレイ』 (UK盤、1970年)
- ロビン・レント (Robin Lent) / 『Scarecrow's Journey』 (1971年)
- オムニバス (V.A.) / 『The Virtigo Annual 1970』 (1970年)
- オムニバス / 『Dimension Of Miracle』 (1971年)

### 映像
※会社名義も含む。五十音順
- アシュフォード&シンプソン (Ashford & Simpson) / 「Ashford & Simpson」 (1984年)
- イアン・ギラン・バンド (Ian Gillan Band) / 「Live At The Rainbow 1977」 (1984年)
- XTC (エックス・ティー・シー) / 「Statue of Liberty」 (1978年)
- カルチャー・クラブ (Culture Club) / 「Black Money」 (1983年)
- カルチャー・クラブ / 「A Kiss Across the Ocean」 (1984年)
- キッス (Kiss) / 「Animalize Live Uncensored」 (1985年)
- クイーン (Queen) / 「Save Me - セイヴ・ミー」 (1980年)
- ケイト・ブッシュ (Kate Bush) / 「Wuthering Heights - 嵐が丘」 (1978年)
- ケイト・ブッシュ / 「Them Heavy People - ローリング・ザ・ボール」 (1978年)
- ケイト・ブッシュ / 「The Man with the Child in His Eyes - 少年の瞳を持った男」 (1978年)
- ケイト・ブッシュ / 「Hammer Horror - ハンマー・ホラー」 (1978年)
- ケイト・ブッシュ / 「Wow - ワォ」 (1979年)
- ケイト・ブッシュ / 「Babooshka - バブーシュカ」 (1980年)
- ケイト・ブッシュ / 「Army Dreamers - 夢みる兵士」 (1980年)
- ケイト・ブッシュ / 「Breathing - 呼吸」 (1980年)
- ケイト・ブッシュ / 「Live at Hammersmith Odeon」 (1981年)
- ケイト・ブッシュ / 「The Single File」 (1983年)
- ケイト・ブッシュ / 「The Whole Story - ケイト・ブッシュ・ストーリー」 (1986年)
- ジューダス・プリースト (Judas Priest) / 「Love Bites - 誘惑の牙」 (1984年)
- シンプル・マインズ (Simple Minds) / 「Sanctify Yourself」 (1986年)
- ステイタス・クォー (Status Quo) / 「End Of The Road '84: The Farewell Concert」 (1984年)
- スペシャルズ (The Specials) / 「The Special AKA」 (1981年)
- パット・ベネター (Pat Benatar) / 「Promises in the Dark - 見つめあう夜」 (1981年)
- パット・ベネター / 「Precious Time - プレシャス・タイム」 (1981年)
- パット・ベネター / 「Fire and Ice - ファイアー・アンド・アイス」 (1981年)
- バナナラマ (Bananarama) / 「Cheers Then - バナナ・ドリーム」 (1982年)
- バナナラマ / 「Na Na Hey Hey Kiss Him Goodbye - キスしてグッバイ」 (1983年)
- バナナラマ / 「And That's Not All...」 (1984年)
- ピート・タウンゼント (Pete Townshend) / 「Deep End Live!」 (1986年)
- ビリー・スクワイアー (Billy Squier) / 「Live In The Dark」 (1982年)
- フォリナー (Foreigner) / 「Women」 (1980年)
- ブロンディ (Blondie) / 「Denise - デニスに夢中」 (1978年)
- ブロンディ / 「Detroit 442 - 私のデトロイト」 (1978年)
- ブロンディ / 「(I'm Always Touched by Your) Presence, Dear - 今が最高」 (1978年)
- ブロンディ / 「Picture This - 恋のピクチャー」 (1978年)
- ブロンディ / 「Rapture - ラプチュアー」 (1980年)
- ブロンディ / 「Call Me（Version 2）」 (1981年)
- ブロンディ / 「The Best of Blondie」 (1981年)
- ブロンディ / 「Island of Lost Souls」 (1982年)
- ボブ・マーリー&ザ・ウェイラーズ (Bob Marley & The Wailers) / 「Live at The Rainbow」 (1978年)
- ポール・マッカートニー (Paul McCartney) / 「Coming Up - カミング・アップ」 (1980年)
- ポール・マッカートニー / 「Waterfalls - ウォーターフォールズ」 (1980年)
- ポール・マッカートニー / 「Tug of War - タッグ・オブ・ウォー」 (1982年)
- ポール・マッカートニー / 「So Bad - ソー・バッド」 (1983年)
- ポール・マッカートニー / 「Pipes of Peace - パイプス・オブ・ピース」 (1983年)
- ポール・マッカートニー / 「No More Lonely Nights - ひとりぽっちのロンリー・ナイト」 (1984年)
- ポール・マッカートニー&ウイングス (Paul McCartney & Wings) / 「I've Had Enough」 (1978年)
- ポール・マッカートニー&ウイングス / 「Winter Rose/Love Awake - 冬のバラ〜ラヴ・アウェイク」 (1979年)
- ポール・マッカートニー&ウイングス / 「Spin It On」 (1979年)
- ポール・マッカートニー&ウイングス / 「Goodnight Tonight - グッドナイト・トゥナイト」 (1979年)
- ポール・マッカートニー&ウイングス / 「Baby's Request - ベイビーズ・リクエスト」 (1979年)
- ポール・マッカートニー&ウイングス / 「Again and Again and Again」 (1979年)
- ポール・マッカートニー&スティーヴィー・ワンダー (Paul McCartney & Stevie Wonder) / 「Ebony and Ivory - エボニー・アンド・アイボリー」 (1982年)
- マイク・オールドフィールド (Mike Oldfield) / 「Moonlight Shadow - ムーンライト・シャドウ」 (1983年)
- マイク・オールドフィールド / 「Shadow on the Wall」 (1983年)
- モーターヘッド (Motörhead) / 「Stay Clean」 (1979年)
- モーターヘッド / 「Poison」 (1979年)
- モーターヘッド / 「Overkill」 (1979年)
- モーターヘッド / 「No Class」 (1979年)
- モーターヘッド / 「Motorhead」 (1979年)
- モーターヘッド / 「Dead Men Tell No Tales」 (1979年)
- モーターヘッド / 「Capricorn」 (1979年)
- モーターヘッド / 「Bomber」 (1979年)
- モーターヘッド / 「Ace of Spades」 (1980年)
- モーターヘッド / 「The Chase Is Better than the Catch」 (1980年)
- モーターヘッド / 「Iron Fist」 (1982年)
- モーターヘッド / 「Shine」 (1983年)
- モーターヘッド / 「One Track Mind」 (1983年)
- モーターヘッド / 「Deaf Not Blind」 (1986年)
- モーターヘッド / 「The Best Of Motörhead」 (1991年)
- オムニバス (V.A.) / 『Colombian Volcano Concert』 (1987年)